# Pahemneter
Pahemneter (p3-ḥm-nṯr; „az isten szolgája”; „a pap”) ókori egyiptomi pap, Ptah főpapja a XIX. dinasztia idején, II. Ramszesz uralkodása alatt. Hui főpapot követte hivatalában.
Apja egy Mahu nevű tisztségviselő volt, mint azt egy, a firenzei Nemzeti Régészeti Múzeumban őrzött kőtömb felirata említi. Feleségét Hunerónak hívták, két fia ismert, Didia, aki követte apját Ptah főpapjaként, valamint Paréhotep, aki vezír és Ré főpapja, majd később szintén Ptah főpapja lett.
Pahemneter számos címmel rendelkezett: „nemesember”, „szeretett egyetlen társ”, „szem-pap és a kézművesek legnagyobbja” (=Ptah főpapja), „a templomok titkainak legnagyobbja, aki ismeri minden isten titkát.” Szarkofágján emellett Geb, a Két Föld uralkodója fiaként, valamint Thot előtt dicsőítettként is említik. Szarkofágja a British Museumban található. Sírjáról nem tudni, hol van, de valószínűleg Szakkarában.

## Említései
Pahemneter említései:
- Szobor naoszban Szakkarából, ma a kairói Egyiptomi Múzeumban (JdE 89046).[2]
- Vörös gránitszarkofág, ma a British Museumban (BM 18).[3][4]
- Fakoporsó, ma Berlinben (Berlin 33).[4]
- Faltöredék, Kairóban (Cairo TN 29/6/24/12).[5]
- Faltöredék, ma Stockholmban (Nemzeti Múzeum Inv 54)[5]
- Oszlop, ma Firenzében (No. 2607). Pahemnetjer Szahmetet imádja; a felirat Mahu és Nena fiaként azonosítja.[5]
- Fekete gránitszobor, ma a kairói Egyiptomi Múzeumban (CG 1087); Pahemnetjer többek közt a „kézművesek elöljáróinak legnagyobbika” címet viseli.[5][6]
- Fiának egy szobra: Rahotep, a város kormányzója és vezír, stb., Pahemneternek, a kézművesek elöljáróinak legnagyobbikának a fia,  Brit. Mus. EA 712[7][8][9]

## Fordítás
- Ez a szócikk részben vagy egészben  a   Pahemnetjer című angol Wikipédia-szócikk ezen változatának fordításán alapul.  Az eredeti cikk szerkesztőit annak laptörténete sorolja fel. Ez a jelzés csupán a megfogalmazás eredetét és a szerzői jogokat jelzi, nem szolgál a cikkben szereplő információk forrásmegjelöléseként.